# Albert Lécrivain-Servoz
Pour les articles homonymes, voir Lécrivain et Servoz (homonymie).
Albert Lécrivain-Servoz, né le 7 novembre 1898 dans le 20e arrondissement de Paris (Seine) et mort le 7 mars 1984 à Bondy (Seine-Saint-Denis), est un homme politique français, député du Rhône.

## Biographie
Préparant son entrée à l'école des Arts-et-Métiers, Albert Lécrivain voit ses études interrompues par la Première Guerre mondiale. De retour du conflit, il change d'orientation et se dirige vers l'aviation. Pendant l'entre-deux-guerres, il est pilote d'essai et participe à de nombreux concours aériens.
Engagé dans la résistance pendant la Seconde Guerre mondiale, sous le pseudonyme de Servoz, il est promu au grade de colonel, reçoit la croix de guerre, la médaille militaire, la médaille de la résistance et la légion d'honneur.
Il poursuit son engagement dans le domaine politique. Soutenu par le Mouvement républicain populaire, il se présente aux élections d'octobre 1945 sur la liste menée par Jean Peissel et est élu député.
À l'assemblée, il dépose plusieurs textes visant à défendre la situation des aviateurs.
Tête de liste en juin 1946, il obtient 28 % des voix et est réélu député. Il présente alors un rapport sur la classification des aérodromes.
En novembre, il est réélu avec 28,9 % des voix, toujours avec l'étiquette du MRP, bien qu'il n'en soit pas membre. Par la suite, d'ailleurs, il rejoint le groupe de l'action républicaine, puis celui de l'union démocratique des indépendants, des indépendants d'outre-mer, et enfin des républicains progressistes, tous petits regroupements orientés nettement plus à droite que le MRP.
En 1948, il suit très attentivement et intervient dans les débats relatifs à la création de la compagnie Air France.
Clairement nationaliste, il s'oppose au plan Marshall ainsi qu'à la conclusion du pacte de l'OTAN.
En 1951, ayant perdu le soutien du MRP, il mène une liste « pour l'indépendance française » qui n'obtient que 2,4 % des voix, et perd son siège de député. Cet échec met fin à sa carrière politique, bien qu'il se représente en 1956 et 1958 dans la Seine, sans plus de succès.

## Détail des fonctions et des mandats
Mandats parlementaires
- 21 octobre 1945 - 10 juin 1946 : Député du Rhône
- 2 juin 1946 - 27 novembre 1946 : Député du Rhône
- 10 novembre 1946 - 4 juillet 1951 : Député du Rhône